# Leucopogon tenuicaulis
Leucopogon tenuicaulis är en ljungväxtart som beskrevs av J.M.Powell och Hislop. Leucopogon tenuicaulis ingår i släktet Leucopogon och familjen ljungväxter. Inga underarter finns listade i Catalogue of Life.